# Ranunculus schwarzii
Ranunculus schwarzii är en ranunkelväxtart som beskrevs av Jasiew.. Ranunculus schwarzii ingår i släktet ranunkler, och familjen ranunkelväxter. Inga underarter finns listade i Catalogue of Life.